# Zambie aux Jeux olympiques d'été de 2012
La Zambie participe aux Jeux olympiques d'été de 2012 à Londres, au Royaume-Uni, du 27 juillet au 12 août de cette même année, pour sa 12e fois à des Jeux d'été.

## Athlétisme
Les athlètes de la Zambie ont jusqu'ici atteint les minima de qualification dans les épreuves d'athlétisme suivantes (pour chaque épreuve, un pays peut engager trois athlètes à condition qu'ils aient réussi chacun les minima A de qualification, un seul athlète par nation est inscrit sur la liste de départ si seuls les minima B sont réussis), :
hommes
| Athlète      | Épreuve | Série    | Série  | Quart de finale | Quart de finale | Demi-finale | Demi-finale | Finale   | Finale |
| Athlète      | Épreuve | Résultat | Rang   | Résultat        | Rang            | Résultat    | Rang        | Résultat | Rang   |
| ------------ | ------- | -------- | ------ | --------------- | --------------- | ----------- | ----------- | -------- | ------ |
| Prince Mumba | 800 m   | 1:49.07  | 42     | NC              | NC              | -           | -           | -        | -      |
| Gerald Phiri | 100 m   | exempt   | exempt | 10.16 (MS)      | 17              | 10.11 (MS)  | 15          | -        | -      |

Femmes
| Athlète         | Épreuve | Série      | Série | Quart de finale | Quart de finale | Demi-finale | Demi-finale | Finale   | Finale |
| Athlète         | Épreuve | Résultat   | Rang  | Résultat        | Rang            | Résultat    | Rang        | Résultat | Rang   |
| --------------- | ------- | ---------- | ----- | --------------- | --------------- | ----------- | ----------- | -------- | ------ |
| Chauzje Choosha | 100 m   | 12.29 (MP) | 11    | -               | -               | -           | -           | -        | -      |

## Boxe
La Zambie a qualifié un boxeur.
Homme
| Athlète         | Épreuve            | 16e de finale        | 8e de finale        | Quart de finale     | Demi-finale         | Finale              | Finale |
| Athlète         | Épreuve            | Adversaire Résultat  | Adversaire Résultat | Adversaire Résultat | Adversaire Résultat | Adversaire Résultat | Rang   |
| --------------- | ------------------ | -------------------- | ------------------- | ------------------- | ------------------- | ------------------- | ------ |
| Gilbert Choombe | Poids super légers | Jeff Horn (AUS) 5-19 | -                   | -                   | -                   | -                   | -      |

## Judo
| Athlète       | Compétition           | 1/16 de finale                 | 1/8 de finale       | Quarts de finale    | Demi-finales        | Repêchage 1         | Repêchage 2         | Finale              | Finale |
| Athlète       | Compétition           | Adversaire Résultat            | Adversaire Résultat | Adversaire Résultat | Adversaire Résultat | Adversaire Résultat | Adversaire Résultat | Adversaire Résultat | Rang   |
| ------------- | --------------------- | ------------------------------ | ------------------- | ------------------- | ------------------- | ------------------- | ------------------- | ------------------- | ------ |
| Boas Munyonga | Moins de 81 kg hommes | Takahiro Nakai (JPN) 0000/0100 | -                   | -                   | -                   | -                   | -                   | -                   | -      |

## Natation
La Zambie (?) a obtenu 2 places.
| Athlète     | Épreuve   | Séries | Séries | Demi-finales | Demi-finales | Finale | Finale |
| Athlète     | Épreuve   | Temps  | Rang   | Temps        | Rang         | Temps  | Rang   |
| ----------- | --------- | ------ | ------ | ------------ | ------------ | ------ | ------ |
| Zane Jordan | 100 m dos | 58.77  | 43     | -            | -            | -      | -      |

| Athlète     | Épreuve          | Séries | Séries | Demi-finales | Demi-finales | Finale | Finale |
| Athlète     | Épreuve          | Temps  | Rang   | Temps        | Rang         | Temps  | Rang   |
| ----------- | ---------------- | ------ | ------ | ------------ | ------------ | ------ | ------ |
| Jade Howard | 100 m nage libre | 59.35  | 39     | -            | -            | -      | -      |